# Мадридское соглашение о международной регистрации знаков
Мадридское соглашение (англ. Madrid Agreement Concerning the International Registration of Marks), заключено в 1891 году, является основой регулирования Мадридской системы международной регистрации знаков.
Административные функции Соглашения выполняет Всемирная организация интеллектуальной собственности.
Мадридская система регистрации товарных знаков ранее регулировалась Мадридским соглашением о международной регистрации знаков (далее — «Соглашение»), принятым в 1891 году.
Страны, подписавшие Соглашение, образовали Мадридский союз по международной регистрации знаков. Граждане стран, являющихся членами Соглашения, могли обеспечить охрану зарегистрированных товарных знаков в своей стране во всех странах — участницах Соглашения путем подачи заявок на указанные знаки в Международное бюро интеллектуальной собственности при посредстве национальных патентных ведомств. Таким образом, обязательным условием подачи международной заявки в рамках Соглашения являлось наличие зарегистрированного товарного знака на территории своей страны.
Протокол к Мадридскому соглашению о международной регистрации знаков (далее — «Протокол») был принят в 1989 году, вступил в силу с 1 декабря 1995 года и стал применяться с 1 апреля 1996 года. Протокол был разработан, чтобы сделать Мадридскую систему более гибкой, и ввел ряд новшеств с целью исключения трудностей, которые препятствовали присоединению к Соглашению некоторых стран и межправительственных организаций.
В соответствии с решением Ассамблеи Мадридского союза, принятым в октябре 2016 года, Соглашение прекратило действие, и Протокол является единственным договором, регулирующим деятельность Мадридской системы. Страны больше не могут присоединяться только к Соглашению. Однако у них есть возможность одновременно присоединиться к Соглашению и Протоколу, в таком случае Протокол будет иметь преимущественную силу.
По состоянию на 2024 год  Мадридский союз насчитывает 115 членов, которые представляют 131 страну.